# Ровенский район (Саратовская область)
Ровенский район — административно-территориальная единица (район) и муниципальное образование (муниципальный район) в Саратовской области России.
Административный центр — рабочий посёлок Ровное.

## География
Расположен в юго-западной части Левобережья на берегу реки Волги в сухостепной зоне на северной окраине Прикаспийской низменности, на границе с Волгоградской областью. Климат резко континентальный, засушливый. В названии района отразился характер ровной степной окружающей местности.
Район граничит с Волгоградской областью на юге, Краснокутским муниципальным районом на востоке, Энгельсским муниципальным районом на севере. С запада ограничен Волгой.
Протяжённость автодорог общего пользования с твёрдым покрытием — 153,2 км. Через Ровенский район проходит автодорога Р226 Самара-Пугачёв-Энгельс-Волгоград

## История
По Указу Президиума Верховного Совета СССР от 28 августа 1941 года немецкое население Зельманского кантона АССР немцев Поволжья было выселено и он был включен в состав Саратовской области как Зельманский район.
Указом Президиума Верховного Совета РСФСР от 19 мая 1942 года Зельманский район переименован в Ровенский район , а село Зельман — в село Ровное. Одновременно были переименованы сельские советы — , Брунентальский — в Кривоярский, Визенмиллерский — в Луговской, Гельцельский — в Кочетновский, Зельманский — в Ровенский, Мариенбергский — - в Песчанский, Ней-Варенбургский — в Ново-Привольненский, Ней-Колонийский, Прейсский — в Краснопольский, Фриденберский — в Мирновский, Штреккерауский — в Ново-Каменский, Хомутинский и Циковский сельсоветы не переименовывались.
Указом Президиума Верховного Совета РСФСР от 7 мая 1956 года к Ровенскому району был присоединен Приволжский район с 5 сельскими советами.
Указом Президиума Верховного Совета РСФСР от 9 декабря 1962 года Ровенский район включён в состав Энгельсского района.
Указом Президиума Верховного Совета РСФСР от 9 декабря 1970 года из состава Энгельсского района был выделен Ровенский район с центром в селе Ровное.

## Население
| 1989    | 2002    | 2009    | 2010    | 2011    | 2012    | 2013    |
| ------- | ------- | ------- | ------- | ------- | ------- | ------- |
| 18 423  | ↘18 329 | ↘17 640 | ↘16 654 | ↗16 717 | ↗16 746 | ↗16 814 |
| 2014    | 2015    | 2016    | 2017    | 2018    | 2019    | 2020    |
| ↗16 894 | ↗16 967 | ↗17 181 | ↗17 194 | ↗17 242 | ↘17 153 | ↘16 917 |
| 2021    |         |         |         |         |         |         |
| ↘16 888 |         |         |         |         |         |         |

### Урбанизация
В городских условиях (рабочий посёлок Ровное) проживают 26,94 % населения района.
=== Национальный состав === по переписи населения на 2021 год:
Район многонациональный, всего указали национальность 16 815 человек, из них:
- русские — 9833 (58,48 %),
- казахи — 2673 (15,90 %),
- дунгане — 1655 (9,84 %),
- татары — 537 (3,19 %),
- чеченцы — 351 (2,09 %),
- армяне — 266 (1,58 %),
- немцы — 199 (1,18 %),
- корейцы — 188 (1,12 %),
- таджики — 159 (0,95 %),
- аварцы — 158 (0,94 %),
- украинцы — 153 (0,91 %),
- узбеки — 149 (0,89 %),
- лезгины — 117 (0,70 %),
- азербайджанцы — 97 (0,58 %),
- чуваши — 67 (0,40 %),
- табасараны — 50 (0,30 %)
- другие — 163 (0,97 %).

В южной части района находятся места компактного проживания казахского населения: сёла Александровка, Лиманный, Мирное.
Свыше 2 тыс. дунган в 2000-е годы переселилась из Киргизии в Ровенский район, где дунгане расселились компактно, в первую очередь в сёлах Привольное, Скатовка, Кочетное. В Привольненском муниципальном образовании из 1375 жителей по месту жительства зарегистрировано 533 дунганина, в местной школе всего 130 учеников, из которых 67 дунган (без учёта первого и второго классов, где числится 15 дунган и трое русских учеников). По другим данным до 70 % населения села составляют дунгане. Мусульманские источники называют цифру более 5 тыс. дунган в Ровенском районе. С 2005 по 2017 год в район переселились дунгане: в Ровенское муниципальное образование — 67, в Кочетновское муниципальное образование — 247, в Привольненское муниципальное образование — 692, в Тарлыковское муниципальное образование — 229
В районе действуют Казахская национальная культурная автономия (в селе Тарлыковка) и общественная организация «Войнах» в Ровенском районе (село Скатовка).

## Муниципально-территориальное устройство
В Ровенский муниципальный район входят 8 муниципальных образований, в том числе 1 городское поселение и 7 сельских поселений:
| №        | Муниципальное образование                | Административный центр | Количество населённых пунктов | Население | Площадь, км2 |
| -------- | ---------------------------------------- | ---------------------- | ----------------------------- | --------- | ------------ |
| 1e-06    | Городское поселение:                     |                        |                               |           |              |
| 1        | Ровенское муниципальное образование      | рабочий посёлок Ровное | 5                             | ↗5532     | 454,83       |
| 1.000002 | Сельские поселения:                      |                        |                               |           |              |
| 2        | Кочетновское муниципальное образование   | село Кочетное          | 1                             | ↗1554     | 253,49       |
| 3        | Кривоярское муниципальное образование    | село Кривояр           | 4                             | ↗1445     | 317,00       |
| 4        | Луговское муниципальное образование      | село Луговское         | 3                             | ↗1530     | 280,70       |
| 5        | Первомайское муниципальное образование   | село Первомайское      | 4                             | ↘1668     | 234,89       |
| 6        | Приволжское муниципальное образование    | село Приволжское       | 2                             | ↘1928     | 135,17       |
| 7        | Привольненское муниципальное образование | село Привольное        | 4                             | ↘1482     | 192,74       |
| 8        | Тарлыковское муниципальное образование   | село Тарлыковка        | 3                             | ↘1749     | 276,18       |

В 1997 году в рамках организации местного самоуправления выделялось объединённое муниципальное образование Ровенского района, с 1 января 2005 года — Ровенский муниципальный район.

## Населённые пункты
В Ровенском районе 26 населённых пунктов, в том числе 1 городской (рабочий посёлок) и 25 сельских.
| №  | Населённый пункт | Тип             | Население | Муниципальное образование |
| -- | ---------------- | --------------- | --------- | ------------------------- |
| 1  | Александровка    | село            | ↘68       | Ровенское                 |
| 2  | Береговое        | село            | ↘166      | Ровенское                 |
| 3  | Владимирский     | посёлок         | ↘693      | Первомайское              |
| 4  | Кочетное         | село            | ↗1554     | Кочетновское              |
| 5  | Краснополье      | посёлок         | ↘130      | Привольненское            |
| 6  | Кривояр          | село            | ↘1018     | Кривоярское               |
| 7  | Лиманный         | посёлок         | ↘371      | Ровенское                 |
| 8  | Луговское        | село            | ↘1164     | Луговское                 |
| 9  | Мирное           | село            | ↘118      | Луговское                 |
| 10 | Новокаменка      | село            | ↘275      | Кривоярское               |
| 11 | Новопривольное   | село            | ↘296      | Ровенское                 |
| 12 | Новосельское     | село            | ↘126      | Первомайское              |
| 13 | Новый            | посёлок         | 3         | Привольненское            |
| 14 | Первомайское     | село            | ↘759      | Первомайское              |
| 15 | Песчаное         | село            | ↘33       | Кривоярское               |
| 16 | Приволжское      | село            | ↘1577     | Приволжское               |
| 17 | Привольное       | село            | ↗987      | Привольненское            |
| 18 | Рассвет          | посёлок         | ↘53       | Кривоярское               |
| 19 | Речной           | посёлок         | ↗134      | Луговское                 |
| 20 | Ровное           | рабочий посёлок | ↗4550     | Ровенское                 |
| 21 | Серебряный Бор   | посёлок         | ↘171      | Привольненское            |
| 22 | Скатовка         | село            | ↗799      | Тарлыковское              |
| 23 | Тарлыковка       | село            | ↘727      | Тарлыковское              |
| 24 | Циково           | село            | ↗195      | Первомайское              |
| 25 | Чкаловское       | село            | ↘298      | Тарлыковское              |
| 26 | Яблоновка        | село            | ↗476      | Приволжское               |

## Экономика
Район сельскохозяйственный. Крупнейший в области производитель бахчевых (в основном арбузы). Выращивают зерно, крупный рогатый скот, овец. Небольшие промышленные предприятия перерабатывают сельскохозяйственное сырьё. Имеются крупные оросительные системы. Ведётся нефте- и газодобыча.